# 高善文
高善文（1971年9月—），山西临汾人，中华人民共和国经济学家。

## 生平
毕业于临汾一中，1988年考入北京大学无线电电子学专业，获得北京大学电子学系理学学士。之后进入北京大学国民经济管理系，获得北京大学光华管理学院经济学硕士。随后获得清华大学五道口金融学院经济学博士、政策研究大学院大学公共政策硕士，曾在亚洲开发银行研究所实习、宾夕法尼亚大学沃顿商学院进修。
先后就职于中国人民银行总行办公厅、国务院发展研究中心金融研究所、光大证券，2007年起任安信证券首席经济学家。
2024年12月，高善文在國投證券內部投資講座中指中国官方经济数据高估GDP增长率、低估失业人口数量。高善文表示：“我自己的猜测是过去两到三年实际增长率平均可能在2％左右，尽管官方数字接近5％。”他又指：“如果我的猜测是正确的，我认为可能更合理的预测是未来三到五年的增长率在3％至4％之间，不过我们知道官方数字将始终在5％左右。”
音频流出后因触怒中国政府遭到封杀。此后，高善文失联。《纽约时报》称，国投证券没有回答有关他言论的问题，也无法联系到他本人置评。高善文自2012年持有的香港投资顾问执照于2024年12月底失效。

## 慈善
2020年末，高善文与同窗好友王国斌等诸多校友向北大捐赠超过3000万元人民币设立奖学金，鼓励基础学科的青年学子。